# 水島地域
水島地域（みずしま ちいき）は、岡山県倉敷市の行政上の地域区分である。市の中南部に位置し、水島支所の管轄域に相当する。
かつての浅口郡連島町および児島郡福田町であったエリアに加え、両地沖合の干拓・埋立地および旧東高梁川廃川地における新開地からなる。

## 概要
水島臨海工業地帯の中枢部を有することで知られ、現在人口約90000人である。
市内の本庁直轄および支所管轄各地域は、中心市街地が近世以前からの古い歴史的集落に起源があるのに対し、当地域の中心市街地は近代において計画的に造成された新しい街であるのが特徴的である。
また市内主要4地域のうち、倉敷・玉島・児島は現行倉敷市施行以前は市であったが、当地域は3地域と異なり、市であった時期はなかった。しかしながら、市と同等並の人口規模と都市機能を有する。
当地域は元は浅口郡連島町・児島郡福田町の2町であった。町境にはかつて現・倉敷市酒津で分岐した（それより古くは現・総社市清音古地で分岐）東高梁川の河口部があり、川の東に福田、西に連島があり、連島の西には西高梁川（現行の高梁川）の河口部があった。なお、連島の西の対岸は当時の玉島市であった。
大正期の高梁川の大改修工事で東高梁川が廃川となり、河口部には広大な廃川地が生まれた。さらに河口廃川地の沖合を順次干拓・埋め立てて造成していき、それらの廃川地・干拓地・埋立地を次第に整備して生まれたのが当地域の中心市街地と水島臨海工業地帯中枢地（A・B・D地区）であり、この新開地を狭義での水島地区と呼ぶ。
前述の水島臨海工業地帯が当地の代名詞的な存在で、規模も非常に大きいため、水島の産業は工業一辺倒のイメージが先行しているが、実際は農業も非常に盛んである。水島新開地の開発以前は、連島・福田両町は農業が主産業であった。新開地やその周辺は市街化が進み農地が激減しているが、それよりも郊外には現在も農地が多い。現在では特に、鶴新田地区では近世よりその土壌を生かしたレンコン栽培が盛んであり、連島の江長地区では高梁川廃川地の土質を利用したゴボウ栽培が盛んで、当地の代表的農産物としてブランド化している。他にもショウガなども主産物である。その一方で、新開地開発以前は、綿花・イグサなどの農産物やそれらの加工品、また当地のアシを使った簾、さらには漁業なども代表的な産業であったが、現在では市街化とともに衰退している。
水島には生産緑地として約593haの農地があり、工業と同時に農業も盛んである点は他の工場地帯とは大きく異なる。
当地の発展は、工業地帯の発展とともにあり、戦後の高度経済成長とともに水島工業地帯が大きく発展すると、大気汚染や海水汚染などの公害問題が発生した。

## 地勢

水島市街

広義の岡山平野の一部である水島平野が地域の大部分を占め、平野部の北東に大平山などの山頂を有する連島山塊、北東部に児島半島の大部分を占める児島山塊の北西部（種松山など）、南東部には同山塊の西部（鴨ヶ辻山など）などの丘陵を配している。なお、連島山塊の北麓も当地域内である。西部は高梁川の河口部となり、対岸は玉島となる。南側には、亀島山と王島山の小規模な丘があり、その南方に工業地帯が立地、さらにその南方には水島灘が広がる。水島灘の高梁川河口沖にある水島群島・網代諸島（現在はいずれも無人島）も当地域内となる。ただし近接する濃地諸島は児島地内となる。
平野部の大部分は近世以降に干拓された新田地帯であり、中央から南部にあたる水島新開地は近代における開発である。丘陵の麓あたりに古くからの集落が集中し、平野部は新開地およびその周辺は市街地、郊外には宅地・商店・事業所などと農地が混在している。また丘陵部には大型住宅地が造成されている所が複数ある。南東部の鴨ヶ辻山西麓の沿岸部には古くからの漁港である呼松港がある。
連島山塊や児島山塊は、古くは島嶼であった。高梁川等の沖積作用により海が浅くなり、中世末期より順次干拓されていき、ついには陸続きとなった。現在の水島平野は、近世において陸続きとなった以降に徐々に干拓された新田地帯である。
河川
- 高梁川
- 八間川

山岳
- 連島山塊
  - 太平山
- 児島山塊
  - 鴨ヶ辻山
  - 城山
  - 黒山
- 亀島山
- 王島山

## 沿革

### 歴史

連島の倉敷芸術科学大学付近から南側（工業地帯方面）の遠望

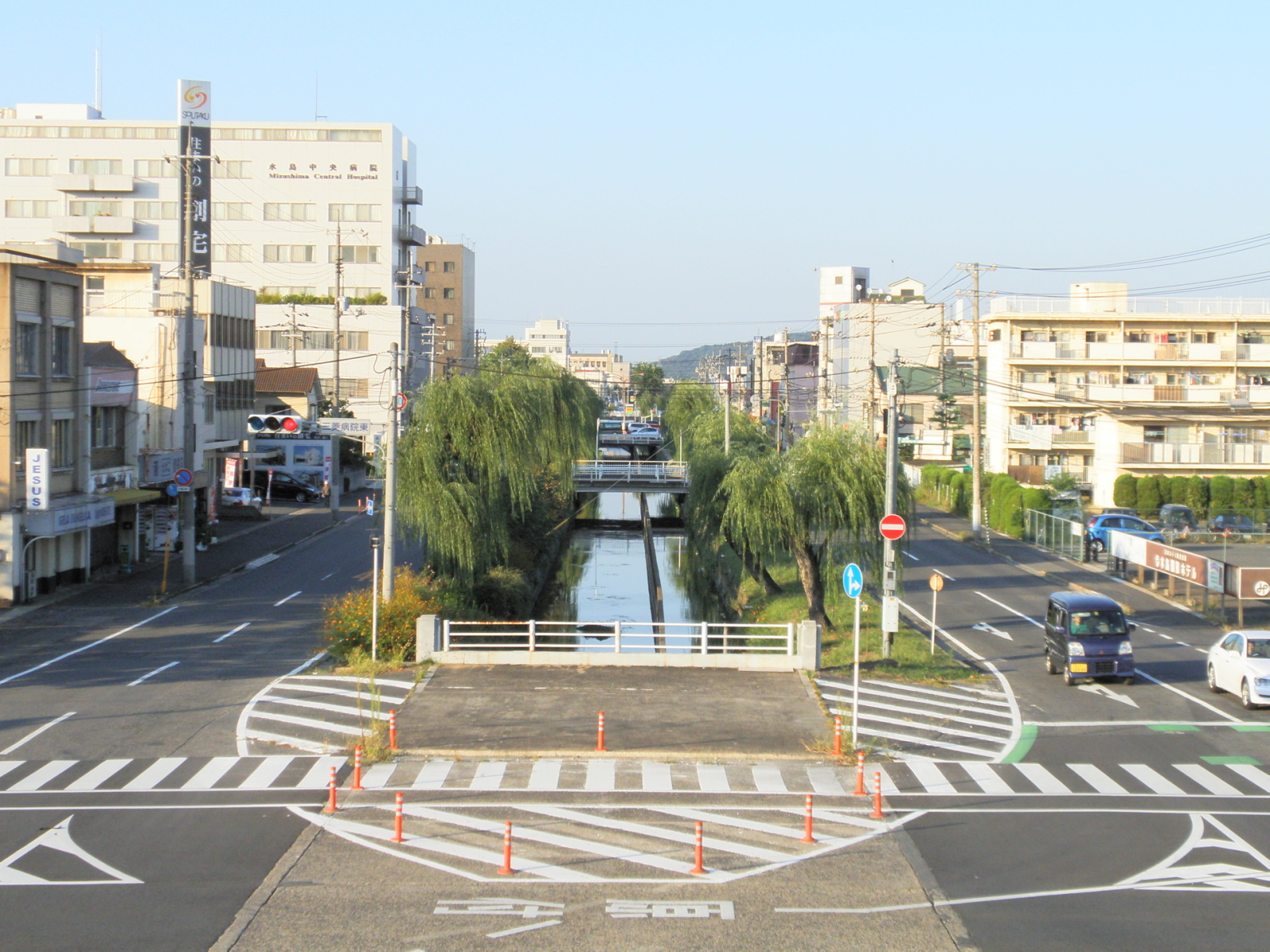
連島町と福田町の境界になる八間川

中世後期以前は当地は海域であり、連島・亀島・王島・児島はそれぞれ同名の島嶼であった。古代においては、連島は備前国都羅郷に属していたとされ、福田は同郷、もしくは児島郷に属していたといわれる。その後は、都羅庄という荘園が存在した。
源平合戦のときには当地から現・玉島の柏島・乙島にかけて水島合戦が繰り広げられた。
中世後期頃になると、当時の高梁川河口沖が、沖積作用により干潮時に干潟が広がるようになり、次第に干拓されて新田が開発されていった。その結果、江戸時代前期には連島・児島とも陸続きとなる。
江戸時代、延宝2年から6年頃にかけて、連島南方沖から亀島にかけて干拓され、亀島新田が造成され、寛政6年には鶴新田が干拓された。また児島北西部では、享保9年には福田新田（のちの福田古新田）、のちに嘉永5年に新たな東高梁川河口部にできた高塚原とよばれるデルタを中心に開墾された福田新田（福田沖新田）などが造成され、現在の水島平野の大部分が形作られた。
連島は海に面していた時代は、西之浦を中心に西阿知と並ぶ、高梁川河口周辺における備中有数の商港として非常に繁栄した。しかし、干拓による陸地化と、玉島港の新設により、次第にその機能は失われた。しかし、陸地化後の新田によるイグサや綿花の栽培と、それに関連する加工製品製造、また当地のアシを利用した簾（連島簾）や、土地質を利用したレンコン栽培などを主産業とするようになり、それら加工製品の行商の教典としても繁栄するようになった。
福田は半農半漁の小村が点在している地域であったが、近世における福田古新田や福田新田の造成により、農業地域として大きく発展した。その中で呼松は近世以前からの古い歴史を持つ規模の大きな漁村であった。漁業は衰退しながらも現在まで漁港としての機能は有している。
明治期から大正期にかけ、東高梁川の大規模な改修工事が行われ、その結果、東高梁川は廃川となり、連島町と福田町の間にあった東高梁川の河口部は広大な廃川地に変貌した。さらに同河口沖も干拓され、連島の亀島南側に福喜新田が完成する。昭和になり、1943年に福喜新田東側（河口部南側）に福崎新開が造成された。
廃川地北部は砂地を利用してゴボウなどの栽培地として農地利用が多かった。河口部では、戦時中1943年に河口部南部に三菱重工業株式会社の航空機製作所岡山工場（現三菱自動車工業水島製作所）が誘致され、それを期に河口部は市街地として都市整備され、同社の関連施設や関連企業が多く立地した。
戦後になると1947年に現高梁川（旧西高梁川）河口両岸を干拓し高梁川新開、福田の王島山南側・呼松西沖を干拓し福田新開が完成した。高度経済成長政策のもとで岡山県の工業振興の中核となる新産業都市が画策され、当時の先端技術を集約した全国を代表する製鉄・石油化学コンビナートである水島コンビナートが造成された。
岡山県は、農業県から工業県への脱皮を図り「太陽と緑と空間の街づくり」を合い言葉とし、水島コンビナートを核とする水島臨海工業地帯を造成する。工業地帯の発展と共に廃川地は市街地として造成されていき、その周囲である連島・福田も市街化・宅地化が急速に進んだ。
その中で連島・福田両町の合併論議が度々浮上する（詳細は後述）も、1953年に福田・連島両町は旧倉敷市に編入する。その後、昭和42年に新・倉敷市を新設し現在に至る。
1974年、1977年には川崎通南側が相次いで埋立造成され、区域が拡大した。

### 地名の由来
当地の名称の由来は水島灘である。
戦時中、東高梁川河口廃川地および干拓・埋立地にガス会社が設立された際、「水島ガス」と社名を定めたのが始まりである。これは当時の横溝光暉岡山県知事が、将来的に新開地が開発されると周辺の地域名称が必要であることを考慮し、新開地の元となった旧東高梁川が水島灘に注ぎ、また水島灘を干拓・埋立した地であることから「水島」の名を選定、名称に対する世間の評判を試すためにガス会社の社名として使用した。
その後、新開地を水島と呼ぶようになり、水島新開地を有する連島・福田両町の総称としても使用されるようになった。その後倉敷市において旧両町域を管轄する支所を水島支所とした。

### 年表

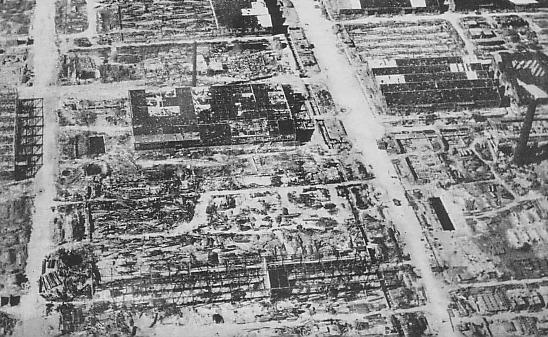
空襲後の航空機製作所

- 1725年 - 福田新田が完成（現在の福田古新田）。
- 1850年 - 鶴新田が完成（現在の連島町鶴新田）。
- 1851年 - 福田新開が完成（現在の東塚・松江・北畝・中畝・南畝）。
- 1884年 - 8月25日、暴風雨と満潮が重なり高潮が発生、福田村（後の福田町）での死者行方不明者約650人。
- 1925年 - 東西に分かれていた高梁川を一本化する改修工事が完成。
- 1941年 - 三菱重工業水島航空機製作所（現・三菱自動車工業水島製作所）と厚生地区の造成が始まる。
- 1943年 - 航空機製作所専用鉄道（現・水島臨海鉄道水島本線）開業。
- 1945年 - 水島空襲。水島航空機製作所が米軍の空襲により破壊される。
- 1950年 - 警察予備隊（現・陸上自衛隊）駐屯地開設（1957年閉鎖）。
- 1953年 - 水島地域（連島町・福田町）が倉敷市に編入。工業用地と港の建設が始まる。
- 1954年 - 倉敷警察署水島支所・倉敷警察署福田分署を統合し、水島警察署が設置される。倉敷消防署水島分署（現・水島消防署）が設置される。
- 1968年 - 霞橋（三代目）完成。
- 1969年 - 倉敷公害病認定患者の公害反対運動が活発化する。
- 1971年 - 水島緑地福田公園の整備が始まる。
- 1974年 - 三菱石油水島製油所（現・ENEOS水島製油所）で重油流出事故発生。
- 1977年 - 水玉ハイウェイ（1994年、水玉ブリッジラインに改名）供用開始。（有料であった当時の正式名称は水島玉島産業有料道路。）
- 1980年 - 岡山県立倉敷古城池高等学校開校。
- 1992年 - 水島臨海鉄道の高架工事が竣工。
- 1995年 - 倉敷芸術科学大学開学。
- 1996年 - 原告倉敷公害病認定患者と水島コンビナート被告企業との間で和解が成立。

## 公害問題
当地の発展は、工業地帯の発展とともにあり、戦後の急速な経済成長とともに水島工業地帯が大きく発展すると、大気汚染や海水汚染などの公害問題が発生した。

### 大気汚染
1975年、公害健康被害補償法によって、水島を中心とした地域は公害地域として指定されることとなる。1975年から1988年までの間に、約4000人が公害患者として認定されるに至った。1988年3月に指定地域解除されたため新規認定が行われなくなり、2010年3月末では1350人となっている。そのうち、65歳以上が750人で半数以上を占めており、公害患者の高齢化が進行している。
大気汚染による健康被害は、公害健康被害補償法で指定されている「肺気腫」「気管支ぜんそく」「慢性気管支炎」「ぜんそく性気管支炎」などの呼吸器疾患が多かった。
1983年には、公害患者らが水島関連企業8社を被告に提訴。13年の係争の末、水島地域の生活環境の改善のために解決金が使われることを両者の合意として1996年12月に和解が成立している。
大気汚染物質のSO2（二酸化硫黄）は、環境基準の設定・企業の排出量の総量規制などの影響で、水島周辺一帯では現在、右肩下がりに減少。一方、同じく大気汚染物質のNO2（窒素酸化物）は、同様の理由で減少傾向であったが、1978年に環境基準の緩和されたため再び増加に転じた。近年においては旧環境基準である一時間値0.02ppm以下をも未達成の状況である。
また、光化学オキシダントに一時期は減少傾向であったが、近年になり再度増加傾向にあり、倉敷市内14ヵ所での濃度測定では全ての測定局で基準を達成できていない状況である。さらに、有害大気汚染物質であるベンゼンの値は、測定開始以来高い数値を記録し続けていたが、2009年度に環境基準を達成している。
水島の大気環境は、かつてに比べると良好な状態となっているが、充分に改善されているとはいえない。

### 海洋汚染
福田南部にある呼松港は、古くから漁業の盛んな漁港であったが、水島工業地帯の造成により水路の奥に位置する地形に変貌した。
昭和中期に、水島工業地帯の公害問題が発生。重油による海上水質汚染とそれによる異臭魚問題、さらには工場廃液による死魚の増加や魚数の減少により多くの漁場を失った。また、埋立による港機能の縮小などもあり漁獲量は減少し、転廃業者が増加した。現在は当時ほどの汚染はなく状況は改善しているものの、工場立地以前の状態に比べると水質は悪化している状況であり、生活環境の変化もあって漁業は現在も衰退傾向である。

## 地域
当地域は水島（中南部。前述の狭義の水島）・連島（西部）・福田（東部）の3つのエリアに分けられる。

### 水島
前述の東高梁川河口廃川地と沖合の干拓・埋立による新開地である。廃川地には市街地が、干拓・埋立地には工業地帯が造成されている。当地域の中枢地区である。近代以降、都市計画の元に何もない土地から造成されたため、碁盤目状の道路によって区画された土地が多い。現在この地の多くに、住所の大字の一部に水島の表記が冠せられている。
主な大字
水島海岸通一〜五丁目、水島川崎通一丁目、水島中通一〜四丁目、水島西通一・二丁目、水島福崎町、水島東千鳥町、水島西千鳥町、水島相生町、水島東常盤町、水島西常盤町、水島東栄町、水島西栄町、水島東弥生町、水島西弥生町、水島東寿町、水島西寿町、水島東川町、水島南緑町、水島北緑町、水島南瑞穂町、水島北瑞穂町、水島南春日町、水島北春日町、水島南幸町、水島北幸町、水島青葉町、水島高砂町、水島神田町、水島明神町、水島南亀島町、水島北亀島町、潮通一〜四丁目（松江四丁目）

### 連島

連島の街並み

旧連島町域の内、前述の水島新開地に該当する部分を除いたエリアである。水島地域西部にあたり、連島山塊とその南北の平地からなる。南部に広大な平地が広がるため、人口の大半は南側に集中しており、山塊北側は地図上は飛び地ではないが、南部とは山塊で隔てられて集落等も連続しておらず事実上の飛び地のような状態である。
西部の西之浦は、島嶼時代は物資の集散港として、陸地化すると行商の拠点と加工産業の地として栄え、近代以降は旧連島町の中枢として機能した。現在も往事の名残を感じさせる古い家並みが現存している。
主な大字
連島町西之浦、連島町矢柄、連島町連島、連島一〜五丁目、連島町亀島新田、連島中央一〜五丁目、亀島一・二丁目、神田一〜四丁目、連島町鶴新田、鶴の浦一〜三丁目（潮通一〜四丁目）

### 福田

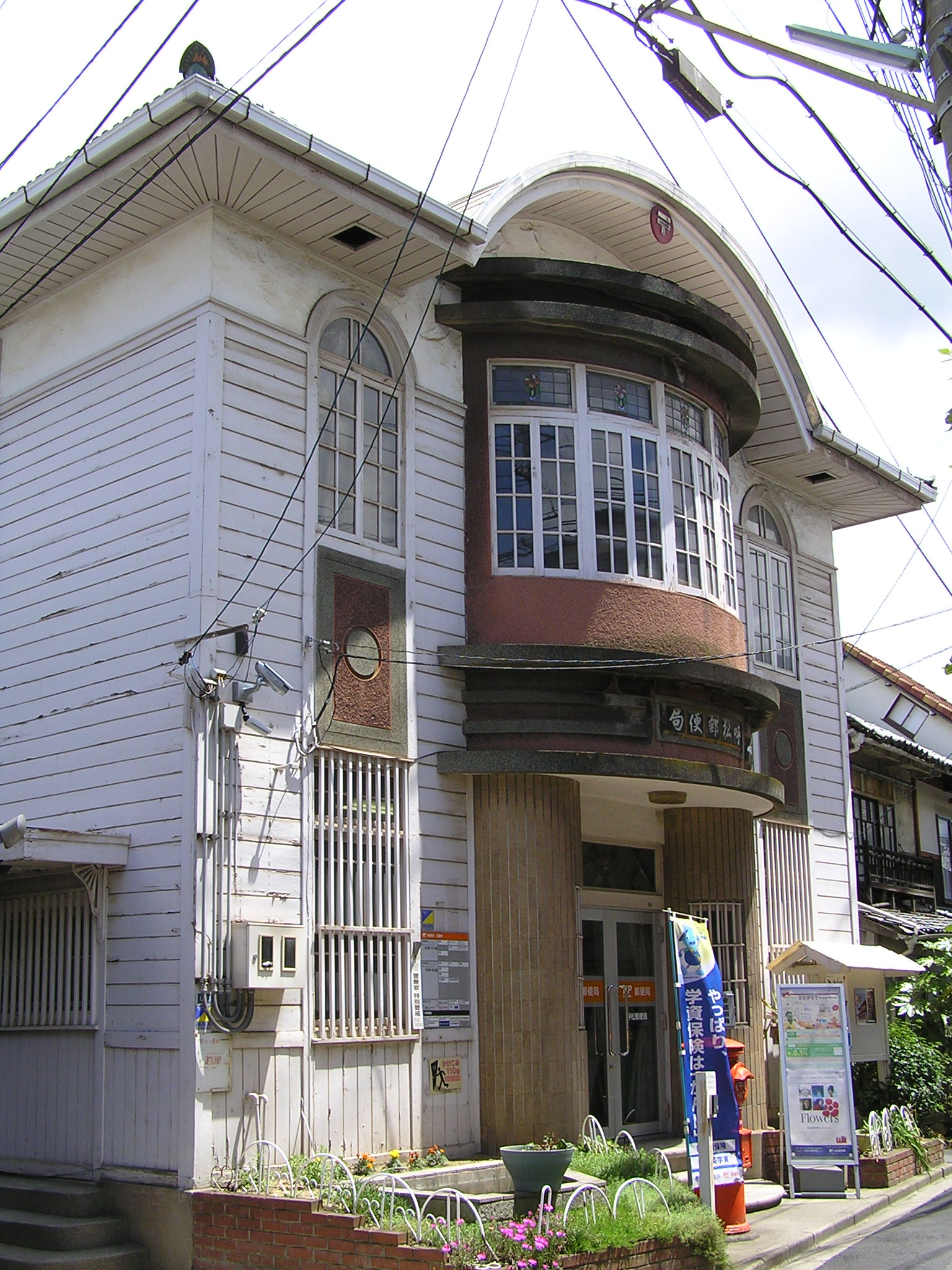
旧・呼松郵便局

旧福田町域の内、前述の水島新開地に該当する部分を除いたエリアである。水島地域東部にあたり、児島山塊北西部とその西麓の平地部からなる。
古くは小規模の半農半漁の村が点在する地であったが、呼松港は周辺でも屈指の漁港として栄えていた。現在は、漁業は全盛期に比べると大きく後退しているが、港は現役であり、港町の名残を感じさせる古い家並みも見られる。
主な大字
福田町浦田、福田町福田、福田町古新田、北畝一〜七丁目、中畝一〜十丁目、福田町東塚、東塚一〜七丁目、南畝一〜七丁目、松江一〜四丁目、潮通一〜三丁目、福田町広江、広江一〜八丁目、呼松町、呼松一〜三丁目

### 島嶼部
高梁川河口沖に水島諸島の一部である水島群島と網代諸島がある。両者とも現在は無人島であるが、水島群島の上水島には古くから人が住んでいた。明治期には精錬所が設営され、従業員や関係者などを含め63戸268人が居住していた。戦後に精錬所が閉鎖されると人口は激減し、無人島と化した。
現在、両者とも住所は水島川崎通となるため、行政区画上は前述の水島新開地と同じ地区となる。

## 経済

### 商業

常盤町商店街

水島の街は1960年代、好景気に沸く工業地帯に支えられ商店街・映画館を含む歓楽街など一時期は倉敷市街をしのぐ活気をみせたが、1970年代に入ると全国の地方都市と同様に衰退。1990年代後半以降、ダイエーとサティ等の大型店の閉店が相次ぎ、街全体が求心力を失っていった。現在の商店街に至っては、人影が疎らで閉鎖された店舗も多い。
一方、郊外の幹線道路沿いは近隣商業地と準工業地で占められ地価が比較的安く開発が容易であるため、中型のショッピングモールやスーパーマーケットが分散立地し、地元のニシナ百貨店をはじめ県内外のスーパーも加わりオーバーストアになっている。また、2008年に水島駅から西へ徒歩5分の市街地にあったジャパンエナジー社宅跡にイオンタウン水島が開店したが、イオンモール倉敷程の集客力はなく、多くの客が自家用車で来店するため街の活性化に貢献しているとは言いがたい状況にある。
いずれにしても、かつての様な活気のある商業集積地はできにくい状況にある。
水島地域の主な商業施設
- Pモール東連島（エブリイ・宮脇書店・ダイソー・イトウゴフク・他）
  - ※近隣にエディオン（旧ニノミヤ→デオデオ）・オートバックスなどがあり一つのショッピングゾーンを形成している。
- イオン連島ショッピングセンター（ザ・ビッグ・コーナン）
  - ※2010年9月現在、テナントがマックスバリュ・メガマートから上記に変っている。
- イオンタウン水島（マックスバリュ、ダイソー・他）

### 水島駅前再開発
1980年代に水島臨海鉄道の高架化工事と並行し、水島駅前再開発が行われた。通称｢ノバシティ｣は地元商店組合が設立した千鳥町開発と倉敷市が事業主となって、駅前広場を囲むように高層住宅、スーパー、ホテル等の一体的な整備を進めたが、計画性の甘さから入居者が集まらず、1998年には核テナントの｢ダイエー｣が撤退するなど、入居する店舗は僅かになった。
また1996年には、隣接する市有地に岡山県が福利厚生施設「水島サロン」を整備したが、利用者が少ないなど核施設としての機能を発揮できず、財政再建の煽りも受け、2010年3月末で閉鎖された。その後、倉敷市が同施設を県から譲り受け、「倉敷市環境交流スクエア」として2011年4月17日に再開された。
水島駅前はこれらの施設の整備により大きく姿を変えたが、駅前広場はタクシーが数台待機し、路線バスも時折停車するだけでターミナル駅として機能していないなど、閑散としているのが現状である。

### 工業

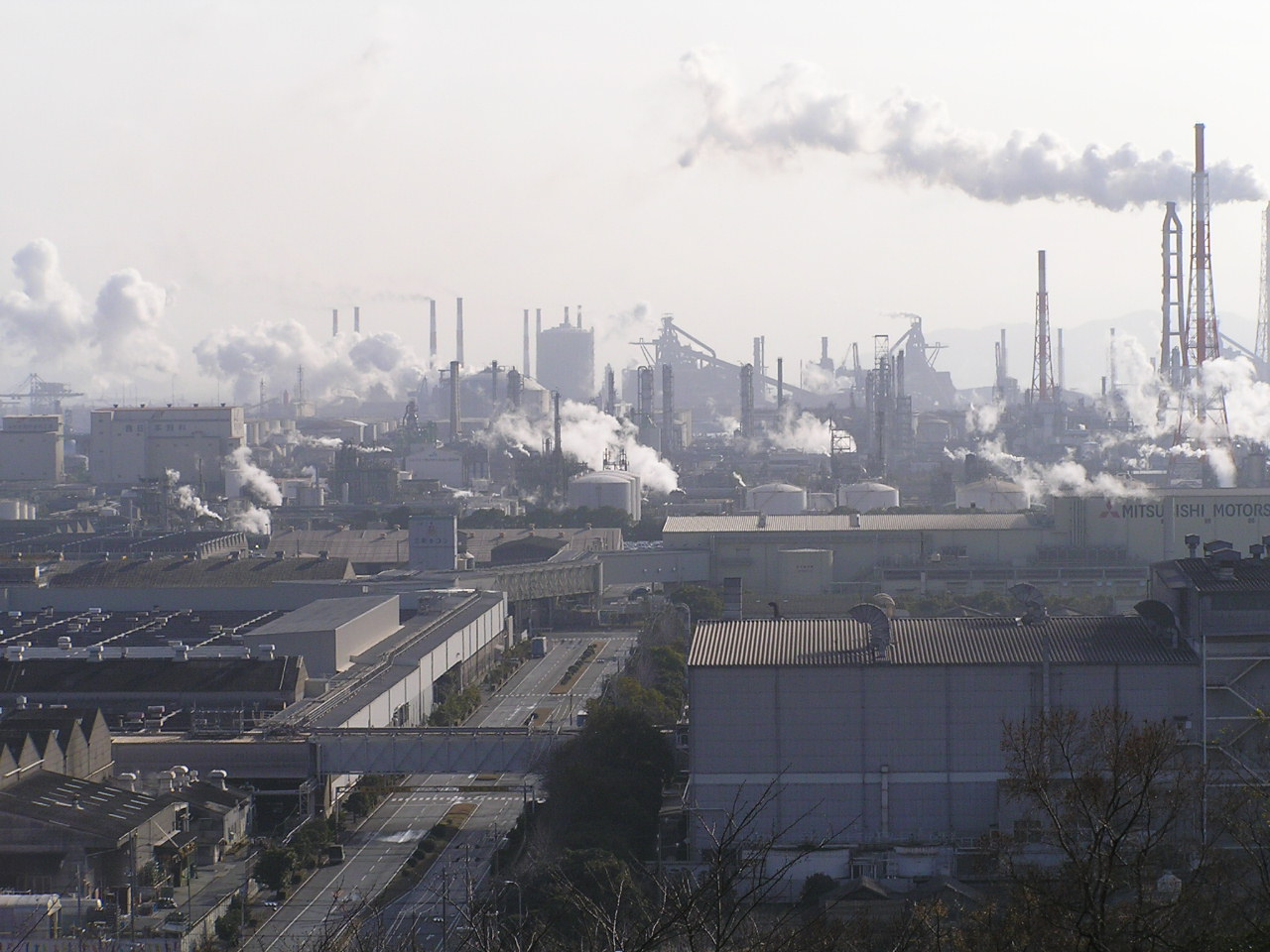
亀島山から撮影

岡山県の経済を支えている水島臨海工業地帯（玉島地域を含む）、高度成長期に4万人まで膨れ上がった従業者数は不況の度に合理化が進み、近年は2万5千人を切っている。逆に製造品出荷額は、平成不況の際に大型事業所の閉鎖等の機能低下を免れたこともあり、2004年度には3兆円台（岡山県全体 約6.5兆円）まで回復、2006年度には4兆円台を突破し、全盛期に匹敵する勢いである。
水島地域の主な事業所
- JFEスチール西日本製鉄所倉敷地区
- 三菱自動車工業水島製作所
- ENEOS水島製油所
- 東京製鐵岡山工場
- 三菱ケミカル水島事業所
- 三菱ガス化学水島工場
- ジヤトコ水島地区
- 旭化成水島製造所

### 農業
もともと、農業干拓でつくられた水島の平野は現在でも倉敷市内有数の農産地で水田よりも畑作が盛んである。中でも連島地区はゴボウとレンコンの名産地であり倉敷市が薦めている倉敷ブランドに指定されている。
その他ではダイコン、福田地区のショウガなど、連島・大平山山腹ではミカンの生産もされている。

## 行政

### 市の機関
- 倉敷市役所水島支所
  - 福田市民サービスコーナー（旧福田出張所）
  - 連島市民サービスコーナー（旧連島出張所）
- 倉敷市水島消防署

### 県の機関
- 岡山県備中県民局水島港湾事務所
- 岡山県水島警察署

### 国の機関

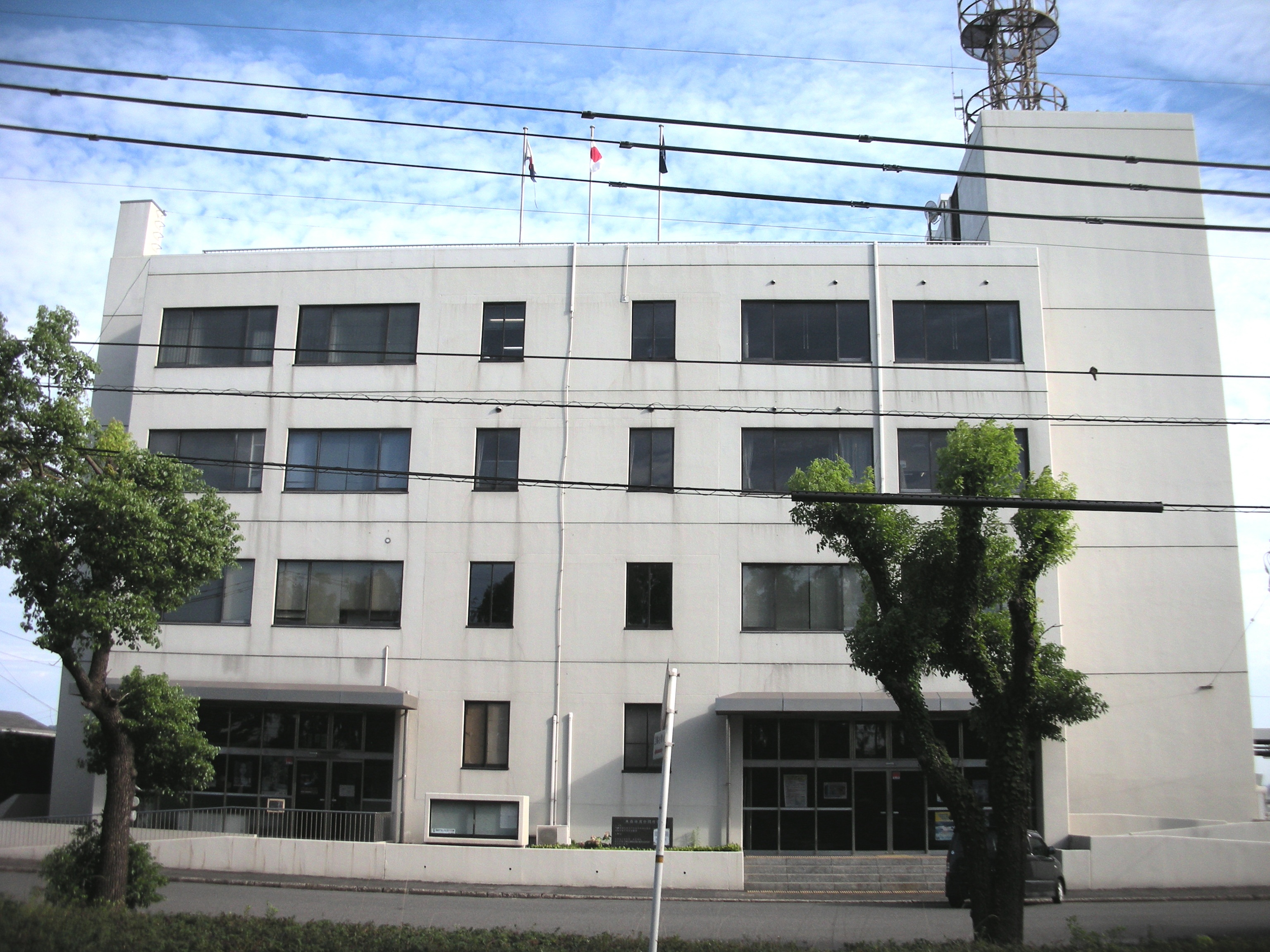
水島港湾合同庁舎

- 水島港湾合同庁舎
  - 第六管区海上保安本部水島海上保安部
  - 神戸税関水島税関支署
  - 岡山運輸支局水島海事事務所
  - 神戸植物防疫所広島支所水島出張所
  - 広島検疫所水島出張所
- 中国財務局岡山財務事務所倉敷出張所

## 主要施設

### 企業
- 水島信用金庫
- 水島ガス
- ニシナ百貨店
- 水島臨海鉄道
- 野村交通
- 水島ゼネラル
- 萩原工業
- 中谷興運
- JFE商事岡山支店
- 中国銀行水島支店・水島東支店・連島支店
- トマト銀行水島支店
- 百十四銀行水島支店
- 広島銀行水島支店
- 玉島信用金庫水島支店・古城池支店
- 横浜幸銀信用組合倉敷支店
- 朝銀西信用組合倉敷支店
- 晴れの国岡山農業協同組合連島支店・福田支店
- 水島郵便局
- 倉敷福田郵便局

### 教育
大学・短期大学
- 倉敷芸術科学大学

専門学校
- くらしき総合福祉専門学校

高等学校
- 岡山県立倉敷古城池高等学校
  - ※岡山県立水島工業高等学校は水島地域外にある。

高等専修学校
- 倉敷少林寺高等専修学校

中学校
- 倉敷市立福田中学校
- 倉敷市立福田南中学校
- 倉敷市立水島中学校
- 倉敷市立連島中学校
- 倉敷市立連島南中学校

小学校
- 倉敷市立第一福田小学校
- 倉敷市立第二福田小学校
- 倉敷市立第三福田小学校
- 倉敷市立第四福田小学校
- 倉敷市立第五福田小学校
- 倉敷市立水島小学校
- 倉敷市立旭丘小学校
- 倉敷市立連島西浦小学校
- 倉敷市立連島神亀小学校
- 倉敷市立連島東小学校
- 倉敷市立連島北小学校
- 倉敷市立連島南小学校

各種学校
- 岡山朝鮮初中級学校

### 生活関連
公共施設
- 水島中央公園
- 水島公民館
- 倉敷市立水島図書館
- 水島武道館
- 倉敷市環境交流スクエア（水島愛あいサロン）

- 水島勤労福祉センター
- 福田公園
- ライフパーク倉敷

### 医療
- 水島第一病院
- 水島協同病院
- 水島中央病院
- 倉敷リバーサイド病院（旧川鉄水島病院）
- 武田病院

### 娯楽
ライフパーク倉敷科学センター
プラネタリウムを使った上映会などが人気で県内外から訪れる人も多い。また、水島ゼネラル（JFEスチールの関連会社）が運営する総合スポーツクラブのプレゴ、乗馬クラブのクレイン倉敷などは一般の人も利用できる。
ヘルスピア倉敷
レジャープールやスケートリンクを備えていた保養・宿泊施設、旧厚生年金施設「ウェルサンピア倉敷」。2007年、売却に出されたが買い手が付かず2008年3月31日で一時閉鎖された。その後、スケートリンクは岡山県スケート連盟が所有者の独立行政法人「年金・健康保険福祉施設整理機構」から借り受け、2008年10月8日から2009年4月30日まで臨時営業された。
2009年2月、再入札により学校法人加計学園が落札、運営することとなった。現在、ヘルスピア倉敷と改名、スケートリンクとプールは再開され、その他の施設は同学園が運営する倉敷芸術科学大学の健康・スポーツ科学の研究拠点としての活用が決まっている。

### 宿泊
水島
- ホテル48
- 海員会館エスカル水島
- スーパーホテルCity倉敷
- ホテルNANKAI倉敷
- 見晴し旅館
- すし幸旅館
- 旅館きたせ
- チサン イン倉敷水島
- ルートイン倉敷水島
- ザ・セレクトンホテル倉敷水島

児島塩生地区
- ホテル瀬戸大橋
- 倉敷シーサイドホテル

### 港湾
- 水島港水島地区
  - 旅客航路：定期航路無し（三洋汽船フェリー丸亀港ゆき1988年廃止）

## 文化

### 企業スポーツ
かつて、工業地帯に立地する多数の企業が社員の福祉活動の一環と企業の宣伝を目的に運動部を運営していたが、1980年代のバブル景気崩壊後はリストラ対象に含まれ、現在水島地域で企業が直接運営する実業団は県外のチームに統廃合されたり、後援会やスポンサーにより基本的に独立運営を行うクラブチームに変わっているものが多い。
硬式野球
- 三菱自動車倉敷オーシャンズ（旧：三菱自動車水島硬式野球部） - 社会人野球の企業チーム。

サッカー
- 三菱自動車水島FC - JFLに所属していたが、2009年に加盟料や遠征費用を捻出できない等の理由から脱退した。JFLでのホームスタジアムは岡山県笠岡陸上競技場であった。
- ENEOS水島サッカー班
- 萩原工業サッカー部
- 旭化成ケミカルズ水島サッカー部

ラグビー
- 三菱自動車水島ラグビー部

ソフトボール
- 三菱自動車水島ソフトボール部
- 三菱化学ソフトボールクラブ（男女）

統廃合されたチーム
- 川崎製鉄水島硬式野球部 - 親会社の合併に伴い、広島県福山市のNKK硬式野球部と統合され、新たにJFE西日本硬式野球部となった。都市対抗野球大会には、福山市と倉敷市の両都市の代表として出場している。
- 川崎製鉄水島サッカー部 - 神戸市へ移転、その後ヴィッセル神戸となった。Jリーグ・ファジアーノ岡山の元になったのは川鉄サッカー部OBで結成されたリバー・フリー・キッカーズである。
- 旭化成スパーキッズ - Vリーグで活動していたが2006年廃部、主力選手の一部が大分三好ヴァイセアドラーに移籍。

### 観光
最近ではJFEグループや三菱自動車などの事業所を見学する産業観光が活発である。

### イベント
- 箆取公園さくらまつり（箆取神社境内）
- 水島港まつり
- 福田公園夏祭り（水島緑地福田公園内）
- JFE西日本フェスタinくらしき

## 交通

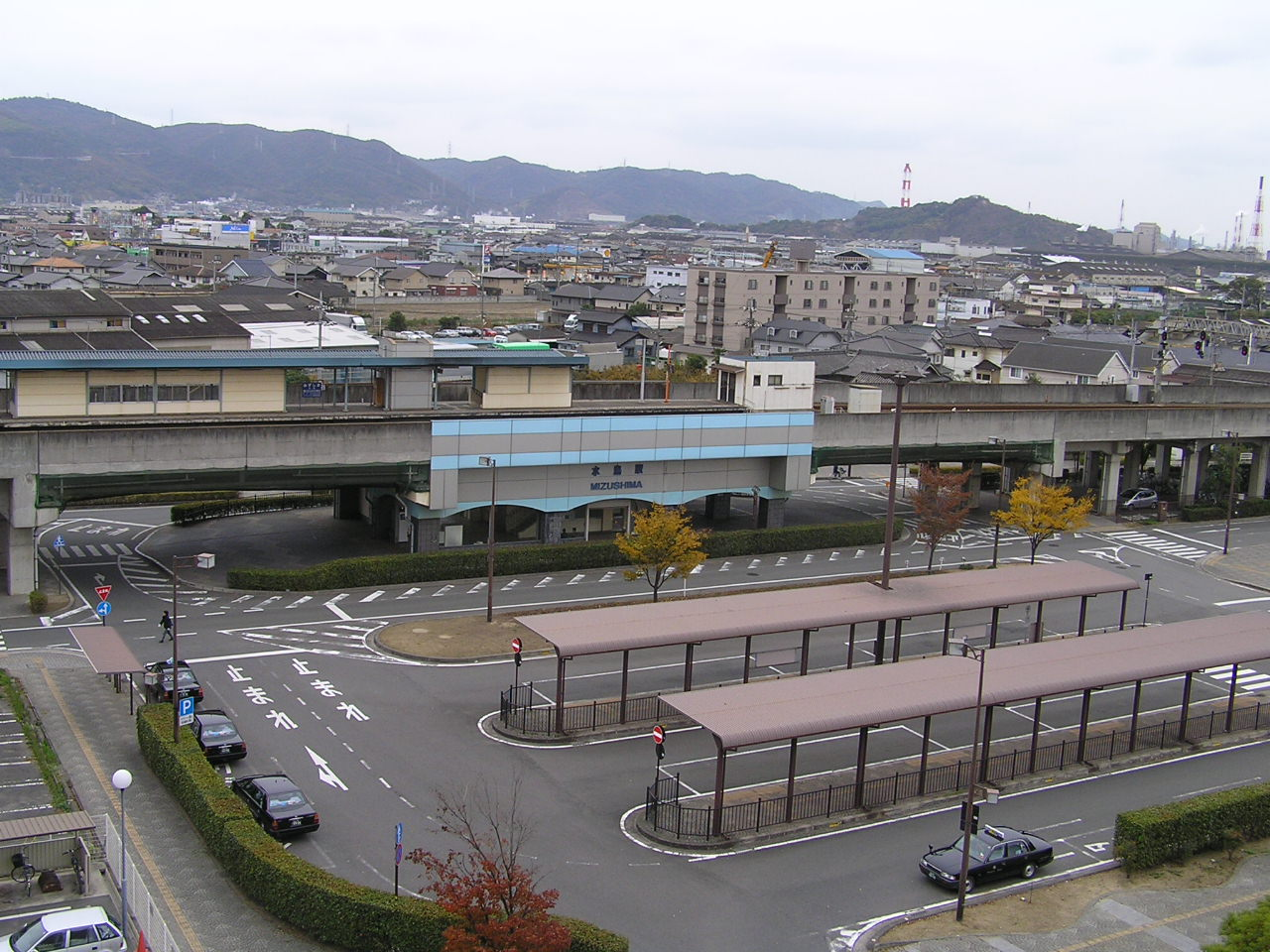
水島駅前

公共交通は倉敷駅発着が主体になっているため交通機関同士の連絡は一部を除き図られていない。水島市内が鉄道、西の連島地区が両備バス、東の福田地区が下電バス（倉敷駅 - 児島駅）などに住み分けができている。一部に、連島地区にある両備バス霞橋車庫から玉島地域のJR新倉敷駅への路線も運行されている。また、ターミナル駅又はバスターミナルが無いため東西の移動はタクシーもしくは自家用車が中心である。
水島駅前にごく一部の路線バスしか乗り入れていないのは岡山駅に行くためには倉敷駅で乗り換えが必要なこと（倉敷市駅から徒歩約3分）と、行政機関や繁華街の集中する栄町や常磐町等から離れていることが大きな要因と考えられる。以前、鉄道が倉敷市交通局の頃、山陽本線に乗り入れる構想があったが実現には至らなかった。

### 鉄道
- 水島臨海鉄道
  - 水島本線：（倉敷市駅） - 浦田駅・弥生駅・栄駅・常盤駅・水島駅・三菱自工前駅

### バス
太字は水島地域内に位置するバス停。
路線バス（主なバス路線とバス停）
- 両備バス
  - 倉敷駅 - 四十瀬球場前 - 江長十字路・ヤットコ・連島・ドンドン・霞橋車庫
  - 倉敷駅 - 市役所 - 江長十字路・浦田・観音堂・栄町駅北・青葉町・ヤットコ・連島・ドンドン・霞橋車庫
- 下電バス
  - 倉敷駅 - 大高 - 浦田駅前・観音堂・松竹梅・福田運動公園前・呼松・塩生 - 児島駅

岡山空港リムジンバス
（山陽道経由）
- JR児島駅・児島文化センター前・C地区旭化成前・福田運動公園前・水島駅・旭化成団地口・倉敷駅北口 - 岡山空港
  - JR児島駅・児島文化センター前 - 水島駅間のみの利用も可能（この場合、C地区旭化成前・福田運動公園前での乗降は不可）。
  - Hareca・PiTaPa・ICOCAが利用可能。バスカードは使用できない。

### 道路

水島港

市内の道路は非常に整備が行き届いており一部を除き渋滞は少ない。一方、地域間を結ぶ道路が比較的脆弱である。通勤者が多く住む北の中島地区・真備町・総社市、西の高梁川対岸の玉島地域や浅口市などを結ぶ道路整備が遅れている。特に、高梁川を渡る国道429号の新霞橋と水玉ブリッジラインの水島大橋は朝夕の渋滞が激しく、新たな架橋計画が進められている。
- 瀬戸中央自動車道
  - 水島インターチェンジ - 水島の名称が付けられているが、所在している曽原・福江は水島地域ではなく児島地域（郷内地区）になる。
- 国道429号 - 旧国道2号。水島地域内は連島町西之浦を通る。
- 国道430号 - 市街地と工業地帯の境を東西に走り国道2号と児島地域を結んでいる。
- 水玉ブリッジライン － 玉島地域を結ぶ岡山県道398号水島港唐船線の一部、2006年4月1日無料化。
- 児島線 - 岡山県道62号玉野福田線と岡山市を結ぶ岡山県道21号岡山児島線と併せた総称。
- 産業道路 - 岡山県道188号水島港線、鉄道に並行して工業地帯のために整備された。
- 大高街道 - 岡山県道274号福田老松線、倉敷地域を結ぶ最も古い道路。
- 五軒屋・海岸通線 - 一部分岡山県道275号藤戸連島線、浦田・江長十字路を跨ぎ市街地の西側を通り工業地帯までを南北に貫く、片側三車線の幹線道路。
- 鷲羽山スカイライン - 岡山県道393号鷲羽山公園線1995年無料化。
- 70m道路 - 岡山県道428号倉敷西環状線の一部分、道路中央部が緑地帯になっている。
- 古城池線 - ｢倉敷駅前古城池霞橋線｣、倉敷地域を結ぶ主要市道。古城池トンネルは開通当初有料だったが、1977年に無料化された。

## メディア

### 放送
ケーブルテレビ
- 倉敷ケーブルテレビ

地上波テレビ放送
水島地域の大半をカバーする「水島中継局」を受信することにより全チャンネルが視聴できる。また、この水島局は倉敷地域のうち岡山局が見通せない地区でも受信している。倉敷広江中継局を受信している世帯はほとんどない。
それらいずれの局も受信できない世帯の場合は対岸香川県の「西讃岐中継局」を受信している。なお、この場合の西讃岐局など香川県内の送信所を受信する場合はデジタル・アナログ共にNHKの県域ニュース等エリア番組が岡山県及び中国地方のものでなく、香川県及び四国地方のものとなるので、岡山県内いずれかの局も併せて視聴する必要がある。
地上デジタルテレビ放送の水島中継局が2010年に11月下旬に開局（10月18日から試験電波発射）したが、岡山局や西讃岐局など近隣の送信所の電波を受信できれば視聴可能である。また、水島中継局よりも1ケ月遅く開局する木見中継局は水島中継局の電波が入らないところをカバーするため、一部の難視聴地域では一部の放送局ながら、視聴できる。
| 局名                 | 局名                 | NHK岡山 | NHK岡山 | NHK高松 | NHK高松 | RSK  | OHK  | TSC  | RNC  | KSB  | 出力                         | 偏波面 | 送信 場所               |
| 局名                 | 局名                 | 総合    | 教育    | 総合    | 教育    | RSK  | OHK  | TSC  | RNC  | KSB  | 出力                         | 偏波面 | 送信 場所               |
| デジタルリモコン番号 | デジタルリモコン番号 | 1ch     | 2ch     | 1ch     | 2ch     | 6ch  | 8ch  | 7ch  | 4ch  | 5ch  | 出力                         | 偏波面 | 送信 場所               |
| -------------------- | -------------------- | ------- | ------- | ------- | ------- | ---- | ---- | ---- | ---- | ---- | ---------------------------- | ------ | ----------------------- |
| 水島                 | デジタル             | 32ch    | 45ch    | -       | -       | 19ch | 47ch | 33ch | 41ch | 49ch | 1W                           | 垂直   | 連島町連島 (連島寺付近) |
| 水島                 | アナログ             | 58ch    | 54ch    | -       | -       | 62ch | 56ch | 38ch | 14ch | 16ch | 10W                          | 垂直   | 連島町連島 (連島寺付近) |
| 岡山                 | デジタル             | 32ch    | 45ch    | 24ch    | 13ch    | 21ch | 27ch | 18ch | 20ch | 30ch | NHK岡山・民放2kW NHK高松200W | 水平   | 金甲山                  |
| 岡山                 | アナログ             | 5ch     | 3ch     | -       | -       | 11ch | 35ch | 23ch | 9ch  | 25ch | V10kW/U20kW                  | 水平   | 金甲山                  |
| 倉敷広江             | アナログ             | 37ch    | 39ch    | -       | -       | -    | 31ch | -    | -    | 41ch | 1W                           | 垂直   | 福田町広江              |
| 木見                 | デジタル             | 36ch    | 26ch    | -       | -       | 19ch | 28ch | -    | 34ch | 29ch | 0.3W                         | 水平   | 天満山                  |
| 木見                 | アナログ             | 55ch    | 51ch    | -       | -       | 47ch | 61ch | -    | 49ch | 43ch | 3W                           | 水平   | 天満山                  |
| 西讃岐               | デジタル             | -       | -       | 24ch    | 13ch    | 21ch | 28ch | 18ch | 15ch | 17ch | 100W                         | 水平   | 大麻山                  |
| 西讃岐               | アナログ             | -       | -       | 44ch    | 40ch    | 48ch | 52ch | 46ch | 50ch | 42ch | 3 kW                         | 水平   | 大麻山                  |

- ※木見デジタルは11月に開局予定でチャンネル及び出力は変更の可能性がある。

AMラジオ放送
- NHK岡山第1放送：603 kHz（岡山局 出力5kW）
- NHK岡山第2放送：1386 kHz（岡山局 出力5kW）
- RSKラジオ：1494 kHz（岡山局 出力10kW）

FMラジオ放送
県域FM局は中継局がないため、金甲山送信所（水平偏波、出力1kW）または笠岡中継局（垂直偏波、出力100W）を受信する。ただし、金甲山が山影になることと、笠岡局の距離が遠いこともあり、電波状態はあまり良くない。また、エフエムゆめウェーブは、笠岡中継局に送信所を設置しているため、電波状態は良くないが、水島のほとんどの地域で聴くことができる。岡山シティエフエムは、水島の東部で聴くことができる。
- NHK-FM岡山：88.7 MHz（岡山局）、83.7 MHz（笠岡局）
- 岡山エフエム放送：76.8 MHz（岡山局）、80.4 MHz（笠岡局）
- 岡山シティエフエム：79.0 MHz（ホテルオークラ岡山屋上（岡山局） 出力20W）
- エフエムくらしき：82.8 MHz（種松山（倉敷局） 出力20W）
- エフエムゆめウェーブ：79.2 MHz（笠岡局 出力20W）

その他、県外の以下の局が受信可能である。
- 朝日放送ラジオ：1008 kHz（大阪局 出力50kW）
- MBSラジオ：1179 kHz（大阪局 出力50kW）
- 西日本放送ラジオ：1449 kHz（丸亀局 出力1kW）
- 南海放送ラジオ：1116 kHz（新居浜局 出力1kW）
- 大分放送ラジオ：1098 kHz（大分放送局 出力5kW）
- エフエム香川：78.6 MHz（高松局 出力1kW）
- 広島エフエム放送：77.1 MHz（尾道局 出力500W）

## 出身・ゆかりの著名人
- 薄田泣菫（詩人） - 浅口郡大江連島村（後の連島町→倉敷市）出身。
- 星野仙一（プロ野球） - 児島郡福田町出身。
- 梁圭史（元プロサッカー選手）
- 李漢宰（プロサッカー選手）
- 青山敏弘（プロサッカー選手）
- 髙橋大輔 (フィギュアスケート選手)
- 平松一宏（元プロ野球選手）